# Eddy de Jongh (fotograaf)
Eduard Siegfried (Eddy) de Jongh (Amsterdam, 9 augustus 1920 – Den Haag, 10 april 2002) was een Nederlands fotograaf.

## Levensloop
Eduard Siegfried de Jongh werd geboren in een niet-religieus Joods gezin, als zoon van een succesvol en vermogend textielhandelaar. Terwijl zijn familie in de Tweede Wereldoorlog vermoord werd, wist De Jongh onder te duiken. Na de oorlog erfde hij het textielbedrijf van zijn vader, maar hij wist niet te voorkomen dat dit in 1953 failliet ging. De Jongh kreeg interesse in fotografie, en wist zich tot persfotograaf te ontwikkelen. De Jongh trouwde vijf keer en kreeg in totaal zes kinderen.
De Jongh werd in Nederland vooral bekend door zijn portretten in het weekblad Vrij Nederland. Zijn oeuvre omvat tevens een groot aantal documentairefoto's uit de periode 1956-1965. Daarin brengt hij het dagelijks leven in Europa in beeld. Hij fotografeerde bijvoorbeeld Gerard Reve. Ook maakte hij in die periode vele sportfoto's. Hij leerde het vak bij Magnum-fotograaf Kryn Taconis. In 1955 trad hij in dienst bij Vrij Nederland. Van 1970 tot 1991 maakte hij portretten voor het NOS Journaal. Zijn werk is te zien op de website van het Nederlands Fotomuseum.
In 2013 werden zijn werk en zijn leven uitgelicht in "Foto-Eddy: De negatieven van mijn vader", een documentaire van de hand van zijn zoon David de Jongh.

## Werk in openbare collecties (selectie)
- Rijksmuseum Amsterdam[2]